# 赵泽良
赵泽良（1961年5月—），男，汉族，河南商城人，中华人民共和国政治人物，现任中央网络安全和信息化委员会办公室副主任、国家互联网信息办公室副主任、总工程师。

## 人物履历
1976年9月，作为知青下乡到湖北省麻城县。
1978年后在国防科工委工作了20年，历任战士、排长、技术员、技术室主任、高级工程师。1998年12月，调入总装备部，任司令部技术室主任、高级工程师，获大校军衔。
2004年7月，任国务院信息化工作办公室网络与信息安全组副司级干部、副巡视员、副组长。2007年4月，任国家网络与信息安全协调小组办公室副主任。
2008年7月，任工信部信息安全协调司副司长，后升任司长。
2014年5月，任中央网信办网络安全协调局局长。2018年4月，兼任中央网信办总工程师。
2020年2月，升任中央网信办及国家网信办副主任。